# Janaab Pakal III
Janaab Pakal III, aussi connu sous le nom de 6 Cimi Pakal, était un ajaw de Palenque qui accéda au trône en novembre 799. Il fut probablement le dernier ajaw de Palenque. Son nom de glyphe vient d'un vase à tuile noire trouvé dans le quartier résidentielle de la ville.